# Карл Филип фон Шварценберг
Карл I Филип Йохан Непомук Йозеф фон Шварценберг (на немски: Karl I Philipp Johann Nepomuk Joseph; * 15 април 1771, Виена; † 15 октомври 1820, Лайпциг) е немско-бохемски благородник, от 1804 г. княз на Шварценберг (2. майорат), ландграф на Зулц и Клетгау, австрийски фелдмаршал, също посланик в Санкт Петербург и Париж. Той е главен командир на обединените войски против Наполеон Бонапарт в битката при Лайпциг 1813 г.

## Живот
Той е третият син (от 13 деца) на 5. княз Йохан I фон Шварценберг (1742 – 1789) и съпругата му графиня Мария Елеонора фон Йотинген-Валерщайн (1747 – 1797), дъщеря на княз Филип Карл Доминик фон Йотинген-Валерщайн (1722 – 1766) и княгиня Шарлота Юлиана фон Йотинген-Балдерн (1728 – 1791).
Карл Филип е от 1788 г. на австрийска военна служба и участва в Турската война (1789) и във Войната на Първата коалиция, отличава се на 1 май 1792 г. През 1796 г. той става полковник, на 10 август 1796 г. генерал-майор, на 3 септември 1800 г. фелдмаршал-лейтенант.
През 1802 г. Карл Филип получава територия от най-големия си брат Йозеф II Йохан (1769 – 1833), 6. княз на Шварценберг, херцог в Крумау. През 1804 г. е издигнат на княз на Шварценберг (Втори майорат). Той купува (1819) и други територии.
Карл Филип е повишен на 26 септември 1809 г. на генерал на кавалерията. През 1809 г. става рицар на австрийския орден на Златното руно. Той има и други награди.
През 1810 г. е изпратен като австрийски посланик в Париж. Той ръководи през 1812 г. австрийска помощна войска през Руския поход до Полша. От 2 октомври 1812 г. той е фелдмаршал. В края на юни 1813 г. е главен командир на обединените войски (ок. 225 000 мъже) против Наполеон. Шеф на щаба тогава е фелдмаршал-лейтенант Радецки.
На 31 март 1814 г. Карл Филип навлиза победоносно в Париж. Той получава множество награди от тримата победоносни монарси и император Франц I го прави президент на дворцовия военен съвет. На 5 май 1814 г. той напуска главното командване и се връща в именията си в Бохемия.
През март 1815 г. Карл Филип отново има главното командване на австрийската войска. На 17 юли той участва отново във второто влизане в Париж и след това се оттегля в имението си в Орлик.
Карл Филип получава удар на 13 януари 1817 г. и се парализира. Умира на 49 години на 15 октомври 1820 г. в Лайпциг. Погребан е във фамилното гробно място във Витингау (Требон). Австрийският император Франц I нарежда тридневен държавен траур за военачалника. По-късно саркофагът му е преместен в „гробната капела Шварценберг“ в дворцовия парк Орлик.

## Семейство
Карл I Филип се жени на 28 януари 1799 г. във Виена за графиня Мария Анна фон Хоенфелд (* 20 май 1767/20 април 1768, Линц; † 2 април 1848, Виена), вдовица на 6. княз Пал Антал Анселм Естерхази де Галанта (1738 – 1794), дъщеря на граф Ото Франц де Паула фон Хоенфелд (1731 – 1776) и фрайин Мария Анна Франциска фон Щайн цу Жетинген (1741 – 1801). Те имат трима сина:
- Фридрих Карл Филип Йохан Непомук Йозеф фон Шварценберг (* * 30 септември 1800, Виена; † 6 март 1870, Виена, погребан в Орлик (Ворлик), Бохемия), 2. княз на Шварценберг (2. майорат), австрийски императорски генерал-майор и писател
- Карл Филип Боромеус фон Шварценберг (* 21 януари 1802, Виена; † 25 юни 1858, Виена, погребан в Требон, до Орлик 1864), 3. княз на Шварценберга (2. майорат), офицер, женен на 26 юли 1823 г. в Либоховице за графиня Йозефина Мария Вратиславова з Митровиц (* 16 април 1802, Прага; † 17 април 1881, Прага); имат син и две дъщери
- Леополд Едмунд Фридрих фон Шварценберг (* 18 ноември 1803, Виена; † 17 ноември 1873, замък Орлик, Бохемия), австрийски фелдмаршал